# Vez primera
«Vez primera» es una canción grabada por la cantante y compositora mexicana Carla Morrison. La canción fue escrita y producida por ella misma. Fue lanzada el 4 de abril de 2016 extraída de su segundo álbum de estudio Amor supremo. En 2016 la canción ganó el Premio Grammy Latino en la categoría de mejor canción de música alternativa.

## Video musical
El video musical de «Vez primera» fue publicado en 2016 a través de la plataforma digital YouTube, fue producido por Broducers y dirigido por Fana Adjani. Cuenta con más de 4.3 millones de reproducciones. Un video lírico se lanzó el 2 de mayo de 2017.

## Premios

### Galardones
| Año  | Entrega        | Categoría                 | Nominación    | Resultado | Ref.  |
| ---- | -------------- | ------------------------- | ------------- | --------- | ----- |
| 2016 | Grammy Latinos | Mejor canción alternativa | «Vez primera» | Ganadora  | [ 6 ] |